# Закон про особливий статус Донбасу
Закон України № 1680-VII «Про особливий порядок місцевого самоврядування в окремих районах Донецької та Луганської областей», відомий також як Закон про особливий статус Донбасу — закон України, ухвалений 16 вересня 2014 року. Цей закон був створений у рамках Мінських домовленостей, і полягає в запровадженні особливого порядку місцевого самоврядування терміном на 3 роки для окремих районів Донецької та Луганської областей — територій, які не контролювали українські сили станом на день ухвалення закону.
Повний перелік районів і населених пунктів, в яких запроваджується особливий порядок місцевого самоврядування, визначений постановою Верховної Ради України, яка була ухвалена 17 березня 2015 року.
З 2017 року термін дії закону щорічно продовжувався. Через невиконання російською стороною умов пункту 4 статті 10 Закону, особливий порядок місцевого самоврядування так і не був запроваджений.
Востаннє дія особливого порядку місцевого самоврядування згідно з Законом була продовжена до 31 грудня 2022 року.

## Норми закону

### Амністія
- «Недопущення кримінального переслідування, притягнення до кримінальної, адміністративної відповідальності і покарання осіб — учасників подій на території Донецької, Луганської областей»
- «Забороняється дискримінація, переслідування та притягнення до відповідальності осіб з приводу подій, які мали місце в Донецькій, Луганській областях».

### Статус російської мови
- «В суспільному та приватному житті, вивчення і підтримка російської та будь-якої іншої мови, їх вільний розвиток і рівноправність».

### Про вибори
- призначення на 7 грудня 2014 року позачергових виборів депутатів районних, міських, районних у містах, селищних, сільських рад, сільських, селищних, міських голів в окремих районах;
- неможливість дострокового припинення повноважень депутатів місцевих рад і посадових осіб, обраних на цих позачергових виборах;

### Чиновники та інші державні кадри
Вводиться особливий порядок призначення суддівського корпусу та прокуратури. Призначення будуть прийматися за згодою місцевої, а не центральної влади.
- Кабмін, інші центральні органи виконавчої влади можуть підписувати з відповідними органами місцевого самоврядування угоди щодо економічного, соціального та культурного розвитку окремих районів.

- Передбачається підписання угоди щодо економічного, соціального та культурного розвитку окремих районів.

### Правоохоронці
Рішенням міських, селищних, сільських рад створюються загони народної міліції, координація їх діяльності здійснюється відповідною сільською, селищною, міською главою.
- Загони народної міліції утворюються на добровільних засадах з числа громадян України, які постійно проживають у відповідних населених пунктах, — сказано в документі.

### Економічна підтримка
Підтримку соціально-економічного розвитку Донбасу надає Україна, — сказано в законопроєкті.
Введуть спеціальний економічний режим (не такий, як по країні), щоб стимулювати інвестиції і допомогти підприємствам для відновлення об'єктів промисловості, транспортної та соціальної інфраструктури, житлового фонду, переорієнтації промислового потенціалу, створення нових робочих місць, залучення інвестицій і кредитів для відновлення і розвитку об'єктів, розташованих в окремих районах.

### Росія
Документ передбачає «посилення і поглиблення добросусідських відносин між територіальними громадами, органами місцевого самоврядування окремих районів з адміністративно-територіальними одиницями Російської Федерації на основі угод про прикордонне співробітництво, які складаються територіальними громадами, органами місцевого самоврядування, місцевими органами виконавчої влади України та територіальними громадами в межах компетенції, встановленої законом».

## Територія
17 березня 2015 року Верховна Рада прийняла постанову, яка визначає територію окремих районів Донецької та Луганської областей де може бути запроваджений особливий статус.
Відповідно до пункту 1 постанови до окремих районів, міст, селищ і сіл Донецької та Луганської областей належать райони або їх частини, міста, селища і села, що знаходяться на територіях, які розташовані між державним кордоном України з РФ, урізом води Азовського моря та лінією, яка визначена переліком координат.

### Список населених пунктів
Нижче подано перелік населених пунктів, які розташовані на території, обмеженій державним кордоном України з Російською Федерацією, урізом води Азовського моря та лінією, яка визначена пунктом 1 постанови 252-VII:
Донецька область
Амвросіївський районвсі населені пункти
Бахмутський районсмт Олександрівське: смт Оленівка: с-ще Каютине
Бойківський районвсі населені пункти, крім сіл Біла Кам'янка, Новоласпа, Староласпа
Волноваський районсмт Оленівка: село Андріївка: село Доля: село Заїченко: село Пищевик: село Пікузи: село Старомар'ївка: село Червоне: с-ще Малинове: с-ще Новомиколаївка
Мар'їнський районсмт Старомихайлівка: село Кремінець: село Луганське: село Сигнальне
Новоазовський районвсі населені пункти
Старобешівський районмісто Кальміуське: смт Новий Світ: село Андріївка (Новозар'ївська с/р): село Андріївка (Олександрівська с/р): село Берегове: село Берестове: село Василівка*
село Верхокам'янка: село Веселе: село Вишневе: село Вознесенка: село Глинка: село Горбатенко: село Зелене: село Кам'яне: село Кам'янка (Новозар'ївська с/р): село Краснопілля: село Культура: село Кумачове: село Лужки: село Любівка: село Мар'янівка: село Новозар'ївка: село Новокатеринівка: село Новомихайлівка: село Новоселівка: село Обільне: село Олександрівка: село Осикове: село Петрівське (Петрівська с/р): село Підгірне: село Побєда: село Придорожнє: село Прохорівське: село Ребрикове: село Світле: село Світлий Луч: село Сонцеве: село Чумаки: село Шевченко (Кумачівська с/р): село Шевченко (Новокатеринівська с/р): село Широке: село Шмідта: с-ще Бурне: с-ще Верезамське: с-ще Колоски: с-ще Манжиків Кут: с-ще Менчугове: с-ще Строїтель
Шахтарський районвсі населені пункти, крім сіл Комишатка, Малоорлівка, Нікішине, Новоорлівка, Орлово-Іванівка, селищ Рідкодуб, Славне, рзд Кумшацький
Ясинуватський районсело Спартак: село Яковлівка: с-ще Каштанове: с-ще Лозове: с-ще Мінеральне
місто Горлівка з населеними пунктами Пантелеймонівка, П'ятихатки, Рясне, Федорівка
місто Донецьк з підпорядкованими населеними пунктами
місто Єнакієве з підпорядкованими населеними пунктами
місто Жданівка з підпорядкованими населеними пунктами
місто Макіївка з підпорядкованими населеними пунктами
місто Сніжне з підпорядкованими населеними пунктами
місто Харцизьк з підпорядкованими населеними пунктами
місто Хрестівка
місто Чистякове з підпорядкованими населеними пунктами
місто Шахтарськ з підпорядкованими населеними пунктами
місто Ясинувата
населені пункти, підпорядковані Маріупольській міськраді
село Гнутове
населені пункти, підпорядковані Торецькій міськраді
місто Залізне*
с-ще Шуми
Луганська область
Антрацитівський районвсі населені пункти
Довжанський районвсі населені пункти
Лутугинський районвсі населені пункти
Новоайдарський районсело Лобачеве: село Лопаскине
Перевальський районмісто Зоринськ: місто Кипуче: місто Перевальськ: смт Байрачки: смт Бугаївка: смт Городище: смт Михайлівка: смт Селезнівка: смт Фащівка: смт Центральний: смт Ящикове: село Адріанопіль: село Городнє: село Кам'янка: село Малоіванівка: село Малокостянтинівка: село Новоселівка: село Оленівка: село Петрівка: село Тімірязєве: село Троїцьке: село Уткине: село Чорногорівка: с-ще Карпати: с-ще Новий: с-ще Селезнівське: с-ще Софіївка
Попаснянський район
місто Золоте*
село Березівське: с-ще Голубівське: с-ще Молодіжне
Слов'яносербський районвсі населені пункти, крім сіл Знам'янка, Пришиб, Сміле
Сорокинський районвсі населені пункти
Станично-Луганський районсело Болотене: село Бурчак-Михайлівка: село Лобачеве: село Миколаївка: село Сизе: село Суходіл
місто Алчевськ
місто Антрацит з підпорядкованими населеними пунктами
місто Брянка із смт Глибокий
місто Голубівка з підпорядкованими населеними пунктами
місто Довжанськ з підпорядкованими населеними пунктами
місто Кадіївка з підпорядкованими населеними пунктами
місто Луганськ з підпорядкованими населеними пунктами
місто Первомайськ
місто Ровеньки з підпорядкованими населеними пунктами
місто Сорокине з підпорядкованими населеними пунктами
місто Хрустальний з підпорядкованими населеними пунктами.

## Реакція

### В Україні
В Україні Закон України «Про особливий порядок місцевого самоврядування в окремих районах Донецької та Луганської областей» було сприйнято неоднозначно. Найбільше обурення викликали пункти законопроєкту, що передбачають «недопущення кримінального переслідування, притягнення до кримінальної, адміністративної відповідальності та покарання осіб — учасників подій на території Донецької, Луганської областей» (стаття 3), а також легалізацію «загонів народної міліції» на цих територіях (стаття 9). Зокрема, Сергій Рахманін відзначає, що тим самим «Київ дає згоду на формування неконтрольованими регіонами Донбасу загонів „народної міліції“. Тобто фактично обіцяє узаконити НЗФ Гіві, Моторол, Косогорів et cetera, які нині вважаються незаконними збройними формуваннями».
Протистояння загострились наприкінці серпня 2015 року, коли Президент України Петро Порошенко вніс до парламенту Проєкт Закону про внесення змін до Конституції України (щодо децентралізації влади), в якому зазначалось, що «особливості здійснення місцевого самоврядування в окремих районах Донецької і Луганської областей визначаються окремим законом». ВО «Свобода» закликала до акцій протесту, щоб не допустити змін до Конституції, до акції протесту приєдналися також Радикальна партія Олега Ляшка і партія «УКРОП». Акція закінчилася жорстким протистоянням протестувальників і правоохоронців, в ході якого більше ста осіб було поранено.

### «ДНР» та «ЛНР»
Перший «віце-прем'єр» «ДНР» Андрій Пургін в інтерв'ю одному з російських ЗМІ, зазначив, що все одно ніяких політичних союзів з Україною не буде, і «влада» «ДНР» буде шукати спосіб визнання її незалежності.
2 листопада 2016 року Владислав Дейнего, функціонер «ЛНР» у статусі Міністра закордонних справ, трактував особливий статус так, що незаконні збройні формування «ДНР» та «ЛНР» будуть визнані Україною як легітимні, і таким чином продовжуватимуть утримувати контроль над російсько-українським кордоном вже як рівноправні з українською армією структури.